# Methylvaleraat
Methylvaleraat is de ester van valeriaanzuur met methanol. Het is een kleurloze, ontvlambare vloeistof met een fruitige geur. In de natuur komt ze in geringe hoeveelheden voor in onder meer rijpe ananas en jackfruit.
Methylvaleraat wordt gebruikt in parfumsamenstellingen en als aromastof in levensmiddelen. Ze is opgenomen in de lijst van aromastoffen die in de Europese Unie zijn toegelaten.